# Herbert R. Axelrod
Herbert Richard Axelrod (geboren am 7. Juni 1927 in Bayonne, New Jersey, Vereinigte Staaten; gestorben am 15. Mai 2017 in Zürich, Schweiz) war ein US-amerikanischer Ichthyologe und Autor, Herausgeber und Verleger von Fachliteratur über Aquaristik, Terraristik und andere Bereiche der Heimtierhaltung. Er war der Begründer der US-amerikanischen Fachzeitschrift Tropical Fish Hobbyist und des zeitweise weltweit größten Verlags für Heimtierliteratur mit dem von dem Zeitschriftentitel abgeleiteten Eigennamen TFH Publications.
Obgleich Axelrod als Wissenschaftler nur eine geringe Bedeutung hatte, dominierte er als Autor und Verleger und mithilfe zahlreicher Kontakte zum Wissenschaftsbetrieb über Jahrzehnte die Aquaristik und die ichthyologische Forschung, soweit sie Zierfische betraf. Axelrod trat in der Öffentlichkeit auch als Philanthrop in Erscheinung. 1989 stiftete er der University of Guelph seine über Jahrzehnte aufgebaute Sammlung fossiler Fische mit einem damaligen Wert von mehr als 24 Millionen kanadischen Dollar. Zuvor hatte er die paläontologische Forschung der Universität und anderer Institutionen über viele Jahre großzügig gefördert.
Axelrods zweite große Leidenschaft war das Sammeln kostbarer alter Streichinstrumente. 1998 stiftete er vier Instrumente von Antonio Stradivari, die wegen ihrer Verzierungen besonders wertvolle Raritäten sind, der Smithsonian Institution. Diese Instrumente bilden das „Axelrod-Quartett“. Später verkaufte er eine Sammlung von 30 historischen Saiteninstrumenten an das New Jersey Symphony Orchestra. Nach dem Kauf wurde festgestellt, dass die Instrumente falsch identifiziert und beschrieben und deutlich überbewertet waren. Axelrods Leistungen wurden zusätzlich von einer Verurteilung zu einer Haftstrafe wegen Steuerhinterziehung im Jahr 2005 überschattet.

## Frühes Leben
Herbert Axelrod präsentierte sich in fortgeschrittenem Alter als schillernde Persönlichkeit und betrieb eine ausgeprägte Selbstinszenierung. Einzelheiten über seine Kindheit und Jugend sind nur bruchstückhaft überliefert. Er wurde als Sohn eines Paares jüdischer Einwanderer aus Russland geboren. Seine Mutter arbeitete als Zivilangestellte beim Beschaffungsamt der United States Navy und sein Vater war Mathematik- und Geigenlehrer. Herbert besserte sein spärliches Taschengeld mit dem Fang von Krabben auf, die er an chinesische Wäschereiarbeiter verkaufte. Seine Leidenschaft für Tauben und die von ihnen hervorgerufenen Verschmutzungen führten einmal dazu, dass die Familie ihre Wohnung verlor. Mit 17 Jahren begann Axelrod eine medizinische Vorausbildung im Army Specialized Training Program. Sechs Jahre später nahm er in einem Mobile Army Surgical Hospital (MASH) am Koreakrieg teil.
Sein Dienst in Korea bildet den Hintergrund für eine der ersten von zahlreichen Anekdoten über sein Leben, die von Axelrod verbreitet wurden, aber nicht unabhängig belegbar sind. Bei einem Besuch in Japan soll ein Ichthyologe ihm eine meeresbiologische wissenschaftliche Arbeit Kaiser Hirohitos gezeigt haben. Axelrod will darin eine Falschschreibung eines wissenschaftlichen Namens entdeckt haben. Der Kontakt des Ichthyologen zum kaiserlichen Hof soll dazu beigetragen haben, dass Axelrod auf Befehl seiner Vorgesetzten eine persönliche Einladung des Kaisers annahm und mit Hirohito eine Woche lang Nacktkiemer sammelte. Glaubwürdiger ist Axelrods Angabe, dass er in Korea nach einer nicht genau bezeichneten Verletzung seiner Hände mit dem Schreiben begonnen hat, um die Beweglichkeit wiederzugewinnen. Sein ausgewähltes Thema war die Zierfischhaltung, und sein erstes Buch The Handbook of Tropical Aquarium Fishes erreichte eine Auflage von mehr als einer Million Exemplaren. Das war der Beginn seiner Karriere als Sachbuchautor, Herausgeber und Verleger.
Nach der Rückkehr aus Korea fügte er seinem Master in Mathematik einen Ph.D. in Biostatistik der New York University zu. Seine Behauptung, er habe seinerzeit an der nahegelegenen Princeton University bei Albert Einstein Vorlesungen in Verbandstheorie besucht, enthält wie üblich reale Anknüpfungspunkte, Einstein hat damals tatsächlich in Princeton gelehrt. Insgesamt ist aber auch diese Anekdote unbewiesen. Später verbreitete Axelrod zahlreiche weitere Geschichten wie die von einem einwöchigen Aufenthalt mit dem ehemaligen belgischen König Leopold III. zum Speerfischen, die Beschaffung der Jaguare für James Algars Disney-Dokumentarfilm Wilde Katzen (Jungle Cat) oder die Beratung Winston Churchills bezüglich seiner Goldfische.

## Fachautor und Unternehmer
Während seines Studiums in New York gründete Axelrod seine Aquaristik-Fachzeitschrift Tropical Fish Hobbyist, deren Erstausgabe im September 1952 erschien. 1955 gründete er den Verlag TFH Publications, der später der weltweit größte Verlag für Sachbücher über die Haltung von Zierfischen und anderen Heimtieren wurde. Unter Axelrods zahlreichen Büchern ragt Dr. Axelrod’s Atlas of Freshwater Aquarium Fishes hervor, der in zahlreichen Auflagen erschienen ist und in mehrere Sprachen übersetzt wurde. Das Werk gilt als eine der auflagenstärksten und einflussreichsten Veröffentlichungen im Bereich der Aquaristik. Auch die deutschsprachige Ausgabe Dr. Axelrod's Atlas Süsswasser-Aquarienfische wurde mehrmals neu aufgelegt. Neben seiner Tätigkeit als Schriftsteller und Verleger baute Axelrod weitere Einnahmequellen auf. Er begann mit der Zierfischzucht und besaß zeitweilig fünf Fischfarmen bei Tampa in Florida. Die heute als Zierfischfutter gebräuchlichen gefriergetrockneten Mückenlarven gehen auf einen Einfall Axelrods zurück, und er entwickelte Kauspielzeuge für Hunde. Seine Leidenschaft für klassische Musikinstrumente schlug sich in der Gründung eines weiteren Verlags nieder, der Panganiniana Publications in Neptune City, New Jersey.
1997 verkaufte Axelrod seine TFH Publications und eine Reihe weiterer damit verbundener Unternehmen an die kalifornische Central Garden & Pet Co. Der Kaufpreis betrug 70 Millionen US-Dollar in bar und eine Anleihe über weitere zehn Millionen US-Dollar. Zudem sollten Axelrod und seine Ehefrau als Berater von Central Garden & Pet eine Beteiligung an zukünftigen Gewinnen erhalten, sofern diese einen festgelegten Betrag überstiegen. Kurze Zeit später verklagte Axelrod den Käufer auf Schadenersatz und machte geltend, dass ihm aufgrund von Managementfehlern und verschleierten Einnahmen seine Gewinnbeteiligung entgangen sei. Darauf reagierte Central Garden & Pet mit einer Klage und Strafanzeigen gegen Axelrod, dem sie Betrug, arglistige Täuschung und Untreue vorwarf. Ihm wurde konkret zur Last gelegt, den Unternehmenswert vor dem Verkauf drastisch überhöht angegeben zu haben. Zudem sollte er einem ehemaligen Mitarbeiter über 20 Jahre hinweg eine Million US-Dollar auf ein Schweizer Bankkonto gezahlt haben. Die Zahlungen waren fälschlich als Aufwendungen einer von Axelrods europäischen Firmen für Marketingmaßnahmen deklariert worden. Eine Spende von 250.000 US-Dollar an die University of Guelph war ebenfalls in den Büchern als Marketingaufwand deklariert worden.
Im September 2005 wurde Axelrod in einem Zivilverfahren zur Zahlung von 20,3 Millionen US-Dollar an die Central Garden & Pet Co. verurteilt. Von dieser Summe waren 3,7 Millionen US-Dollar abzuziehen, die das Ehepaar Axelrod als Gewinnbeteiligung zugesprochen bekam.

## Ichthyologie und Aquaristik

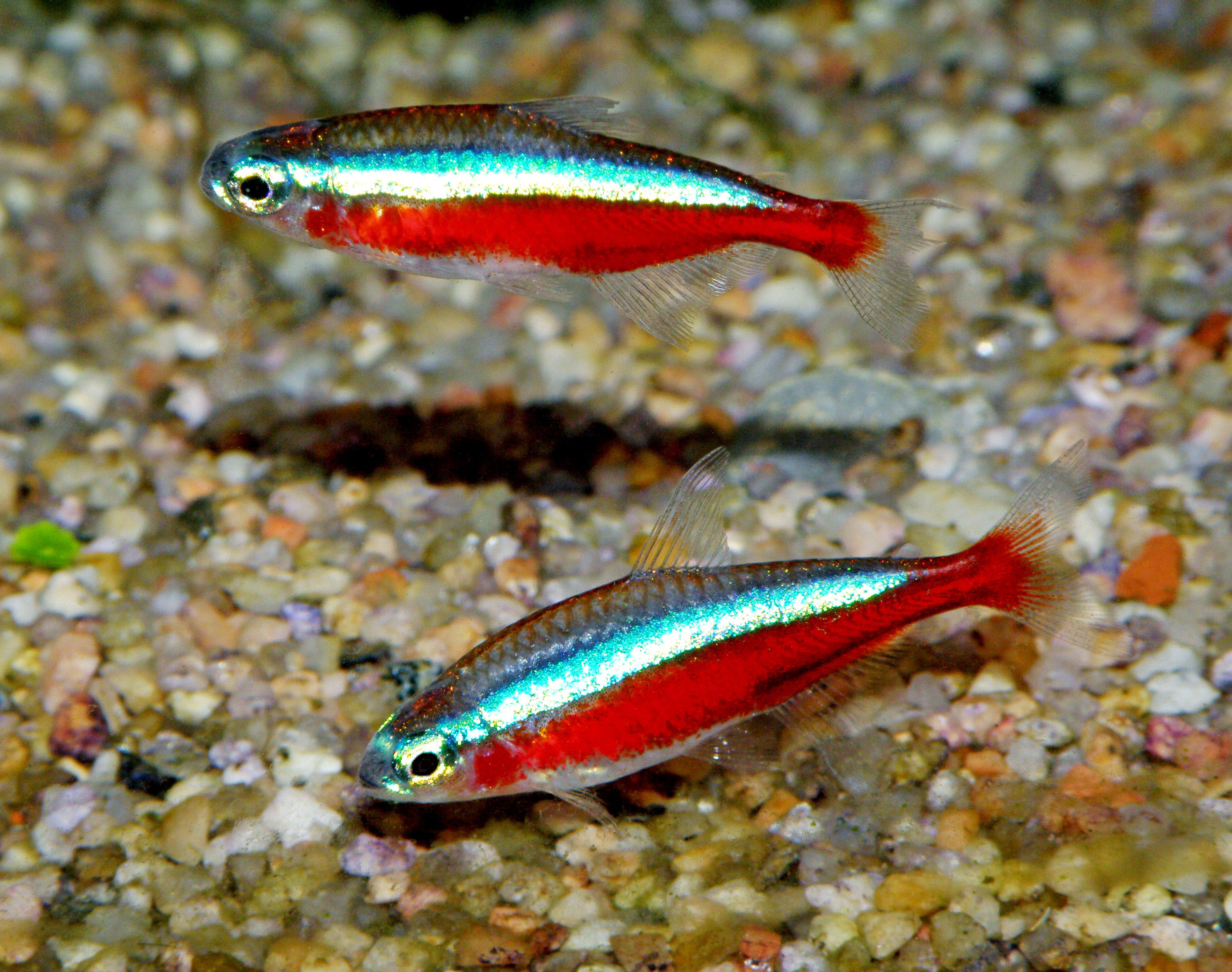
Roter Neon (Paracheirodon axelrodi)

Herbert Axelrod beschrieb als ichthyologischer Autodidakt eine vergleichsweise geringe Zahl neuer Arten. Zu ihnen gehören fast ausschließlich im ostafrikanischen Malawisee endemische Buntbarsche (Cichlidae) und wenige andere Arten tropischer Fische, die für die Aquaristik von Bedeutung waren. Seine Erstbeschreibungen erfolgten meist zusammen mit Warren E. Burgess in Axelrods Zeitschrift Tropical Fish Hobbyist.
Axelrods Bedeutung für die Ichthyologie und Aquaristik lag weniger in eigener wissenschaftlicher Arbeit, als in seinen Tätigkeiten als Herausgeber des Tropical Fish Hobbyist, als Sachbuchautor und als Inhaber des Verlags TFH Publications. Mit seiner Zeitschrift und seinem Verlag bot er Hobby-Aquarianern und solchen mit wissenschaftlichem Anspruch die Gelegenheit zur Veröffentlichung, die auch für zahlreiche Erstbeschreibungen tropischer Zierfische genutzt wurde. Im The New York Times Magazine wurde seine Bedeutung als „unzweifelhaft“ bezeichnet. In einer Zeit, als es weder Internetforen noch Google gab, hätten sich die Interessierten in Axelrods Tropical Fish Hobbyist und in seinen Büchern informiert.
Seine durch TFH Publications gewonnene finanzielle Unabhängigkeit nutzte Axelrod ausgiebig für Reisen in die Herkunftsgebiete der Zierfische, zunächst in Südamerika und später in der ganzen Welt. Im Laufe der Jahre konnte er hunderte Fischarten für die Aquaristik entdecken oder verfügbar machen. Darüber hinaus förderte er großzügig Forschungsreisen anderer Ichthyologen, unter ihnen Jacques Géry und Martin Ralph Brittan.
Bei der Einführung des Roten Neons in die Aquaristik nahm Axelrod eine bedeutende Rolle ein. Leonard Peter Schultz, Kurator der Fischsammlung des National Museum of Natural History der Smithsonian Institution in Washington, D.C., veröffentlichte 1956 in Axelrods Tropical Fish Hobbyist die Erstbeschreibung dieses populären Zierfischs und gab ihm zu Axelrods Ehren den wissenschaftlichen Namen Cheirodon axelrodi (heute Paracheirodon axelrodi). Die Fischart war bereits im September 1952 von dem deutschen Limnologen Harald Sioli entdeckt worden. Eine erste Sendung mit konservierten Exemplaren an den Ichthyologen Werner Ladiges war auf dem Postweg verloren gegangen. Erst Anfang 1956 erhielten die Ichthyologen George Sprague Myers, Stanley H. Weitzman und Leonard Peter Schultz neues Sammlungsmaterial. Die Erstbeschreibungen der Autoren Myers & Weitzman sowie Schultz erschienen bereits im Februar 1956 mit einem Tag Abstand. Es entbrannte ein heftiger Streit, der 1957 von der International Commission on Zoological Nomenclature unter Anwendung der Prioritätsregel zugunsten Schultz' entschieden wurde. Dessen Erstbeschreibung im Tropical Fish Hobbyist wurde am 20. Februar 1956 an die Abonnenten verschickt, während die von Myers und Weitzman im Stanford Ichthyological Bulletin einen Tag später verschickt wurde.
Axelrod hatte zur Entdeckung des Roten Neon die Legende verbreitet, er selbst habe die ersten Exemplare während einer Reise mit einem Dampfboot auf dem Rio Negro in Brasilien gefangen. Im Rahmen des Verfahrens vor der International Commission on Zoological Nomenclature gab er jedoch an, die Fische bei einem Zoofachhändler in New Jersey gekauft zu haben. Dennoch gilt Axelrod mit dem Zierfischhändler Willi Schwarz als die treibende Kraft bei der Begründung des Zierfischhandels in Barcelos am Rio Negro, im brasilianischen Bundesstaat Amazonas. Dort war der Rote Neon zeitweise der wichtigste Exportfisch. Während die Zierfischindustrie seit den 1950er Jahren auf den massenhaften Export von Wildfängen ausgerichtet war, setzte zum Ende des Jahrhunderts ein Umdenken ein. Axelrod war ein bedeutender Förderer des Project Piaba, das seit 1991 am Rio Negro nachhaltigen und umweltfreundlichen Zierfischfang etablierte.

### Erstbeschreibungen (Auswahl)

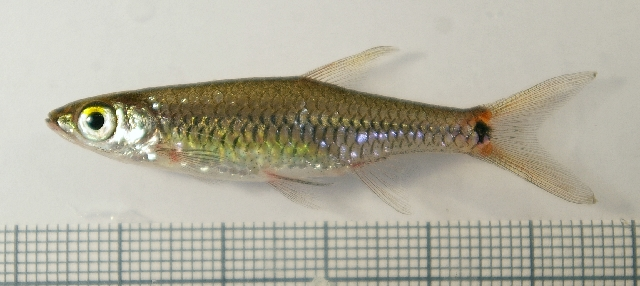
Kottelatia brittani

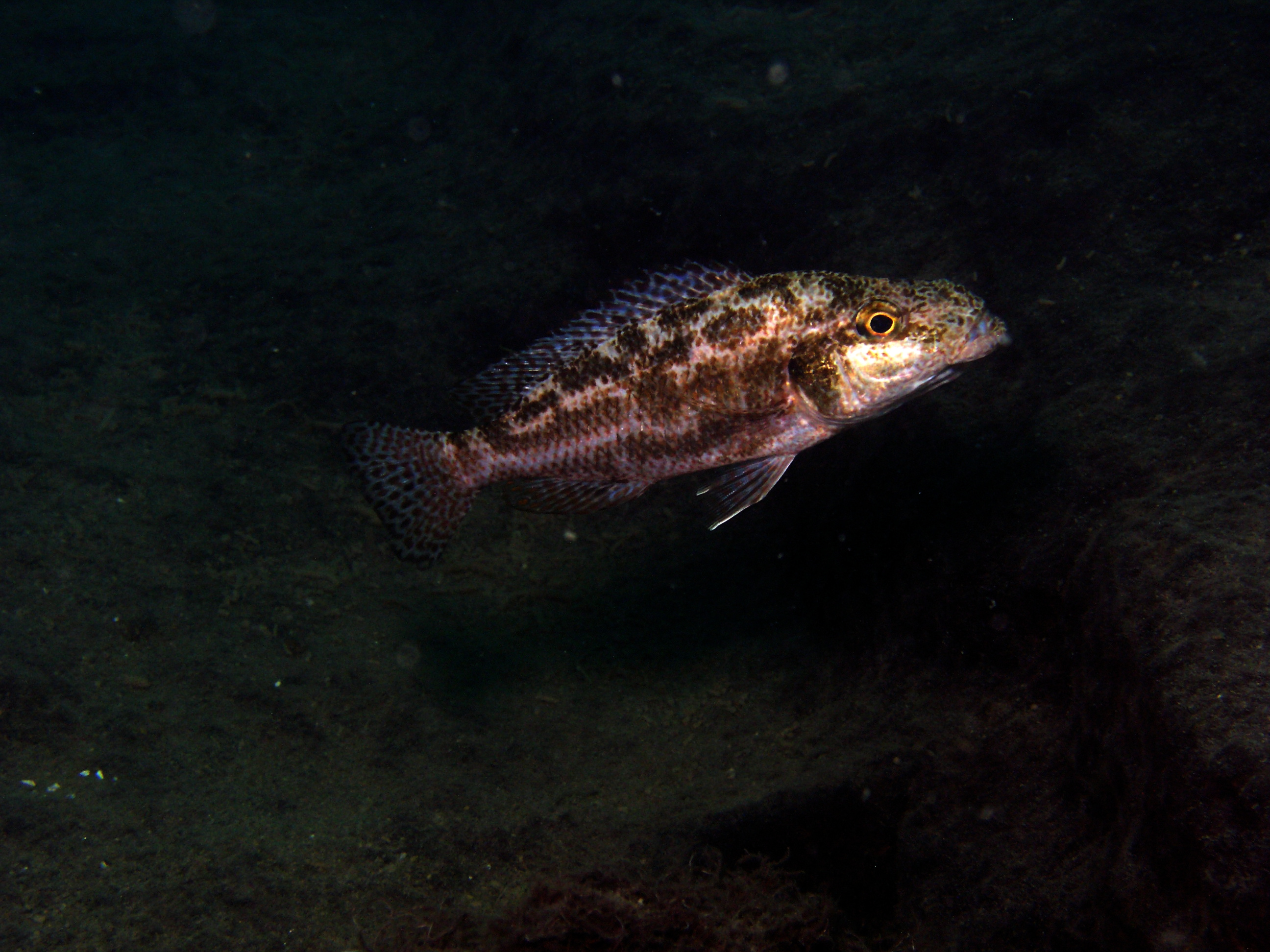
Rüsselmaulbrüter (Nimbochromis linni)

- Alticorpus peterdaviesi (Burgess & Axelrod, 1973) (Perciformes, Cichlidae), eine Art der Gattung Alticorpus[11]
- Aulonocara stonemani (Burgess & Axelrod, 1973) (Perciformes, Cichlidae), eine Art der Gattung Aulonocara[11]
- Brachyrhamdia rambarrani (Axelrod & Burgess, 1987) (Siluriformes, Heptapteridae), eine Art der südamerikanischen Gattung Brachyrhamdia[12]
- Corydoras burgessi Axelrod, 1987 (Siluriformes, Callichthyidae), eine Art der südamerikanischen Gattung Corydoras in der Familie der Panzer- und Schwielenwelse[12]
- Diplotaxodon ecclesi Burgess & Axelrod, 1973 (Perciformes, Cichlidae), eine Art der Gattung Diplotaxodon[11]
- Kottelatia brittani (Axelrod, 1976) (Cypriniformes, Danionidae)[13]
- Labidochromis mathotho Burgess & Axelrod, 1976 (Perciformes, Cichlidae), eine Art der Gattung Labidochromis[14]
- Lethrinops gossei Burgess & Axelrod, 1973 (Perciformes, Cichlidae), eine Art der Gattung Lethrinops[11]
- Mylochromis anaphyrmus (Burgess & Axelrod, 1973) (Perciformes, Cichlidae), eine Art der Gattung Mylochromis[11]
- Nimbochromis linni (Burgess & Axelrod, 1975), der Rüsselmaulbrüter (Perciformes, Cichlidae), eine Art der Gattung Nimbochromis[15]
- Placidochromis hennydaviesae (Burgess & Axelrod, 1973) (Perciformes, Cichlidae), eine Art der Gattung Placidochromis[11]
- Placidochromis polli (Burgess & Axelrod, 1973) (Perciformes, Cichlidae)[11]
- Sicyopus jonklaasi (Axelrod, 1972), eine in Sri Lanka endemische Art der Unterfamilie Lippenzahngrundeln (Gobiiformes, Oxudercidae)[16]

## Fossile Fische
Zu Axelrods Leidenschaften gehörten auch fossile Fische. Er unterstützte die Paläoichthyologie über Jahrzehnte und seine Förderung fand in mehreren Dedikationsnamen neu beschriebener fossiler Taxa ihre Anerkennung. 1989 stiftete Axelrod der Abteilung für Ichthyologie der kanadischen University of Guelph eine umfangreiche Sammlung fossiler Fische, deren Wert auf 24 Millionen kanadische Dollar geschätzt wurde. Die Stiftung umfasste auch eine Anschubfinanzierung für die Katalogisierung der Sammlung.

## Musikinstrumente

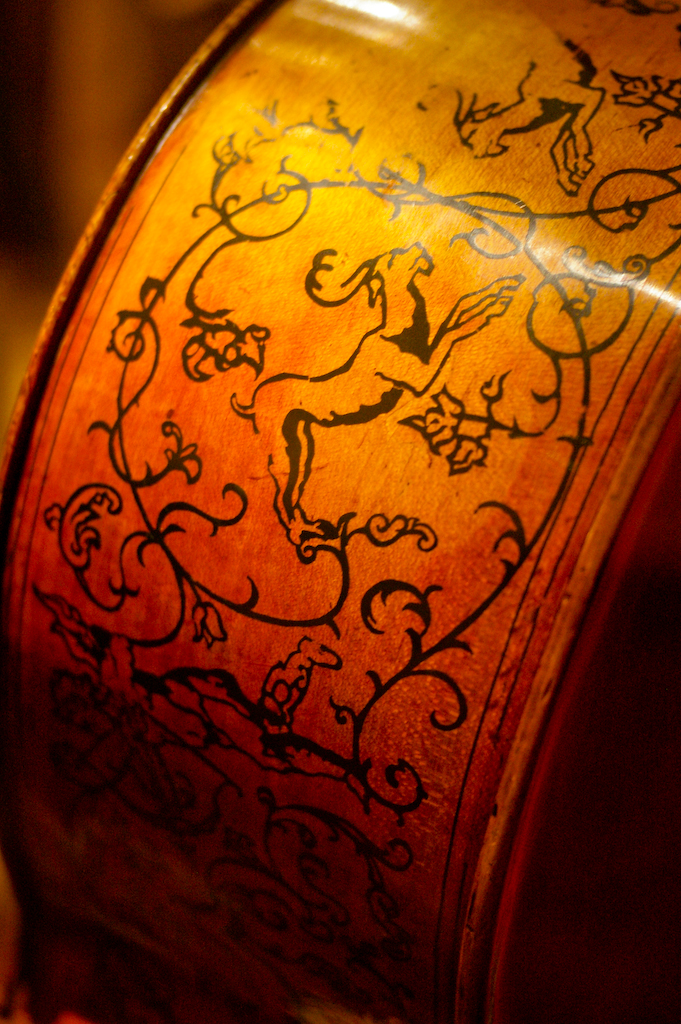
Dekorierte Zarge des Marylebone-Cellos (Detail). Axelrod gab den Auftrag, diese Verzierungen auf dem Stradivari-Cello anzubringen.

Axelrod war sein ganzes Leben lang als Hobbygeiger aktiv. Nachdem er mit seiner Tätigkeit als Autor und Verleger finanzielle Unabhängigkeit erlangt hatte, betätigte er sich als Sammler und Händler von klassischen Streichinstrumenten. 1975 erwarb er seine erste Stradivari-Violine.
1998 kaufte er die Violine „Hellier“, eines der seltenen Stradivari-Instrumente, die Antonio Stradivari mit stilisierten floralen Ornamenten und Intarsien reich verziert hatte. Im selben Jahr stiftete Axelrod der Smithsonian Institution in Washington, D.C. vier andere verzierte Stradivari-Instrumente – das sogenannte Axelrod-Quartett, dessen Wert damals auf 50 Millionen US-Dollar geschätzt wurde. Während die beiden Violinen und die Bratsche dieses Quartetts von Stradivari selbst verziert wurden, ließ Axelrod das Violoncello „Marylebone“ nachträglich verzieren. Er beauftragte den Geigenbauer René Morel, das „Marylebone“ nach dem Vorbild des einzigen Stradivari-Cellos zu dekorieren, das Stradivari selbst verziert hatte.
Später verkaufte Axelrod eine Sammlung von 30 historischen Streichinstrumenten an das New Jersey Symphony Orchestra. Axelrod hatte den Wert der Instrumente mit 49 Millionen US-Dollar angegeben, und der Ankauf durch das Orchester für nur 17 Millionen US-Dollar galt als großartige Gelegenheit. Nach dem Kauf wurde festgestellt, dass die Instrumente teilweise falsch bedeutenden Geigenbauern wie Stradivari und Guarneri del Gesù zugeschrieben waren, dass einige schlicht Fälschungen waren und dass bei anderen wesentliche Teile ersetzt worden waren. Der Marktwert der Instrumente entspreche bestenfalls dem gezahlten Preis.

## Steuerhinterziehung und Strafverfolgung
Im April 2004 wurde gegen Axelrod vor einem Bundesgericht Anklage erhoben. Nachdem der von Axelrod mit einer Million US-Dollar bedachte Mitarbeiter der TFH Publications sich gegenüber den Strafverfolgungsbehörden als schuldig bekannt hatte, um eine Anklage für minderschwere Straftaten zu erreichen, wandten sich die Ermittler Axelrod zu. Der Mitarbeiter sagte gegen Axelrod aus. Die beiden Anklagepunkte der Verschwörung und der Steuerhinterziehung waren mit einer Strafe von bis zu fünf Jahren Haft und 250.000 US-Dollar Geldstrafe bedroht. Als Axelrod nicht zur förmlichen Anklageerhebung vor einem Gericht in Trenton, New Jersey erschienen war, wurde gegen ihn ein Haftbefehl erlassen. Später wurde bekannt, dass er in den Wochen zuvor sein Haus in New Jersey und weiteren Immobilienbesitz in Key West, Florida verkauft und seine Luxusyacht nach Kuba verlegt hatte. Er war dann über Zürich nach Havanna auf Kuba ausgereist, wo er sich in einem Luxushotel einquartiert hatte. Für seine Hotelkosten kam ein europäischer Kunde Axelrods auf, der damit seine Schulden beglich.
Nachdem er in Kuba von Journalisten aufgespürt worden war, floh Axelrod weiter nach Europa, wo ihm seine wegen der großzügigen Förderung österreichischer Museen zuerkannte österreichische Staatsbürgerschaft nützlich war. Dennoch wurde er im Juni 2004 auf der Grundlage eines internationalen Haftbefehls am Flughafen Berlin-Tegel festgenommen und nach sechs Monaten Auslieferungshaft an die Vereinigten Staaten ausgeliefert. Vor Gericht bekannte er sich schuldig und zeigte er sich geständig. Im März 2005 wurde er zu 18 Monaten Haft und einer Geldstrafe von 40.000 US-Dollar verurteilt. Zudem wurde ihm auferlegt, den Verkauf der 30 Streichinstrumente an das New Jersey Symphony Orchestra zu einem vorgeblich günstigen Preis nicht steuermindernd geltend zu machen. Von der Haftstrafe verbüßte Axelrod 16 Monate.

## Axelrod gewidmete Tierarten

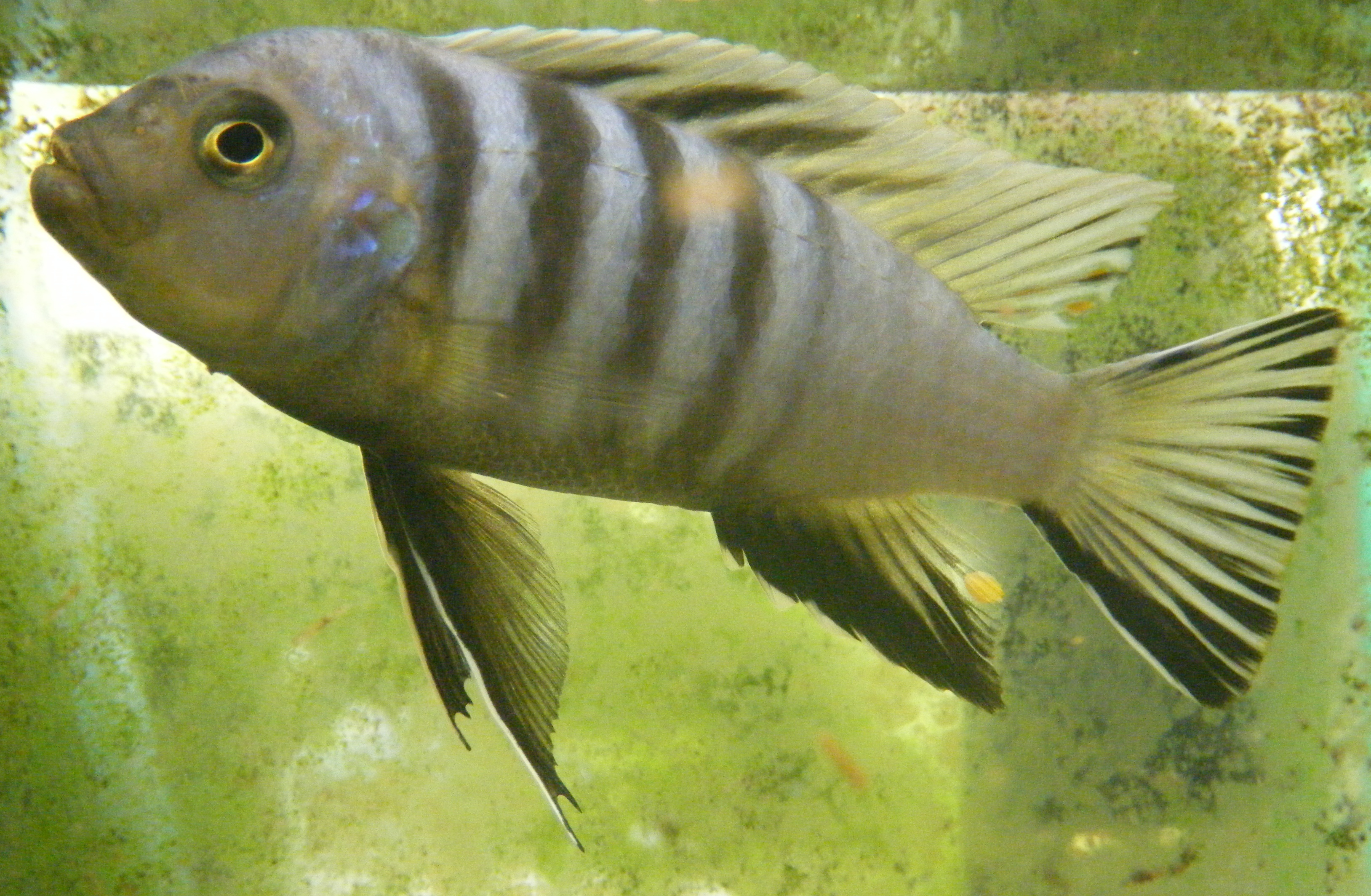
Cynotilapia axelrodi, Wildfang von Nkhata Bay

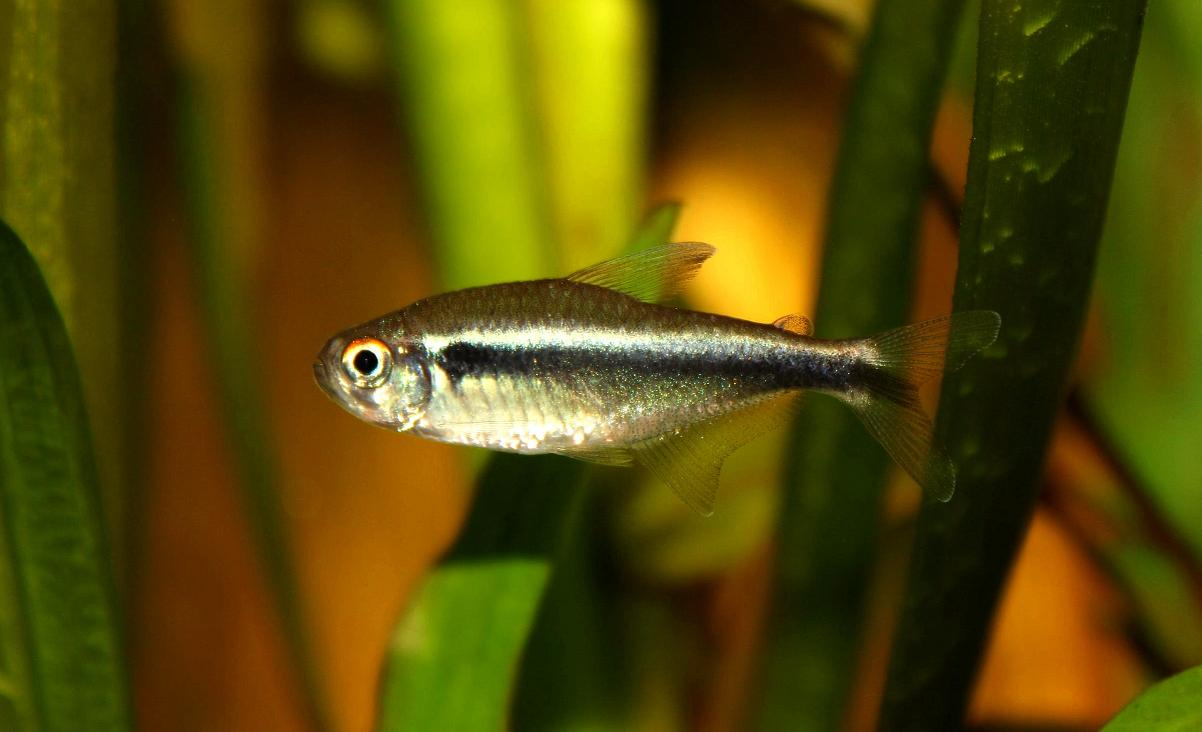
Schwarzer Neon (Hyphessobrycon herbertaxelrodi)

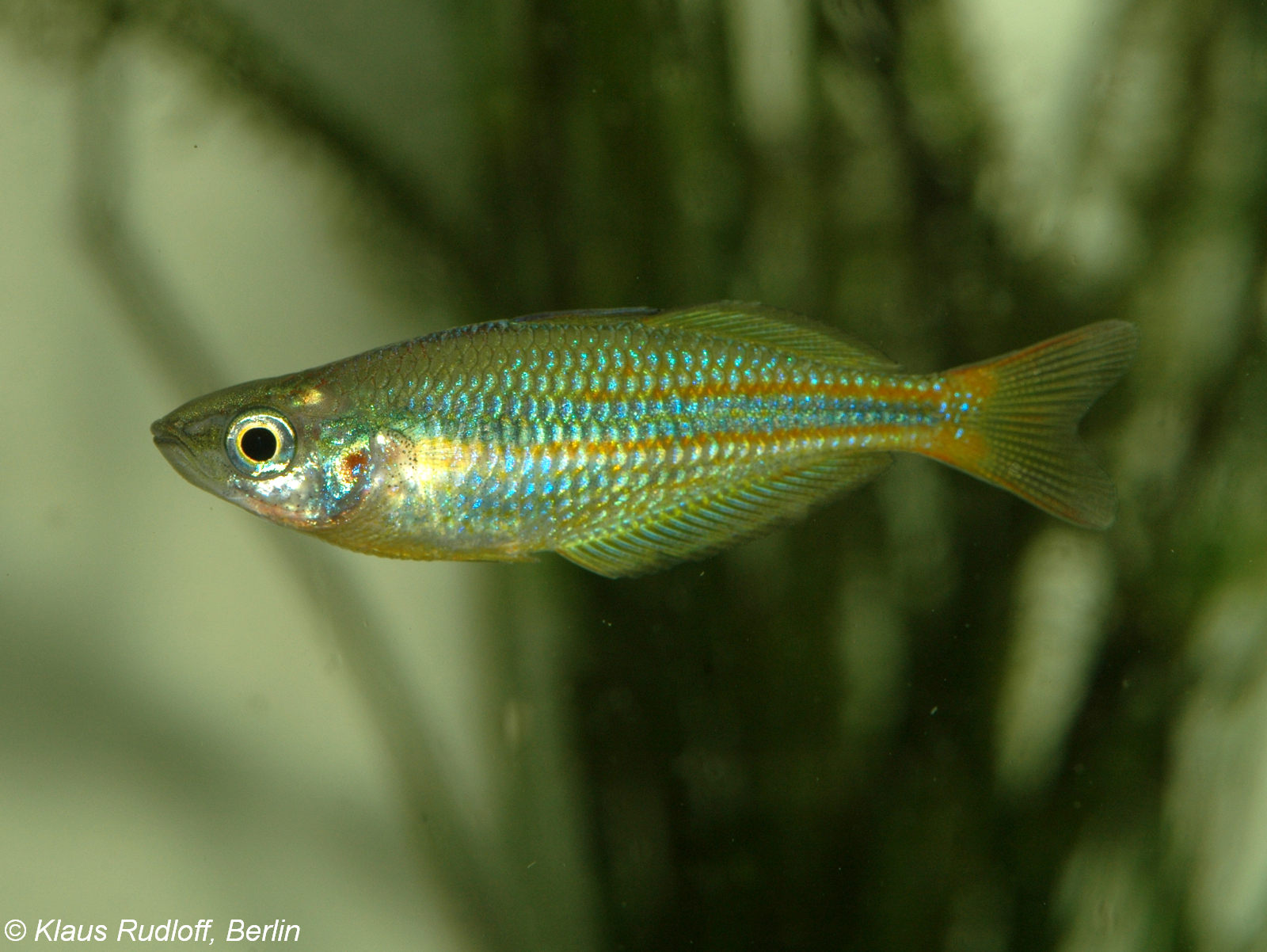
Tebera-Regenbogenfisch (Melanotaenia herbertaxelrodi)

- Axelrodia Géry, 1965 (Characiformes, Characidae)[25]
- †Axelrodichthys Maisey, 1965 (Coelacanthiformes, Mawsoniidae)[17]

- †Araripichthys axelrodi Maisey & Moody, 2001 (Araripichthyiformes, Araripichthyidae)[18]
- †Araripogon axelrodi Grimaldi, 1980 (Diptera, Asilidae)[26]
- Brittanichthys axelrodi Géry, 1965 (Characiformes, Characidae)[27]
- Chilatherina axelrodi Allen, 1979 (Atheriniformes, Melanotaeniidae)[28]
- Conus axelrodi Walls, 1978 (Mollusca, Conidae)[29]
- Corydoras axelrodi Rössel, 1962 (Characiformes, Characidae)[30]
- Cynotilapia axelrodi Burgess, 1976 (Perciformes, Cichlidae)[31]
- Ecsenius axelrodi Springer, 1988 (Blenniiformes, Blenniidae)[32]
- Hyphessobrycon axelrodi (Travassos, 1959) (Characiformes, Characidae)[33]
- Hyphessobrycon herbertaxelrodi Géry, 1961 (Characiformes, Characidae) – Schwarzer Neon[34]
- Labeobarbus axelrodi (Getahun, Stiassny & Teugels, 2004) (Cypriniformes, Cyprinidae)[35]
- Melanotaenia herbertaxelrodi Allen, 1981 (Atheriniformes, Melanotaeniidae) – Tebera-Regenbogenfisch[36]
- Neolebias axelrodi Poll & Gosse, 1963 (Characiformes, Distichodontidae)[37]
- Paracheirodon axelrodi (L. P. Schultz, 1956) (Characiformes, Characidae) – Roter Neon[7]
- Parananochromis axelrodi Lamboj & Stiassny, 2003 (Perciformes, Cichlidae)[38]
- Pseudogramma axelrodi Allen & Robertson, 1995 (Perciformes, Cichlidae)[39]
- †Santanmantis axelrodi Grimaldi, 2003 (Mantodea, Santanmantidae)[40]
- Schultzites axelrodi Géry, 1964 (Characiformes, Characidae) – Roter Neon[41]
- Sternarchorhynchus axelrodi de Santana & Vari, 2010 (Gymnotiformes, Apteronotidae)[42]
- Sundadanio axelrodi (Brittan, 1976) (Cypriniformes, Sundadanionidae)[43]

## Veröffentlichungen (Auswahl)
- Herbert R. Axelrod: Dr. Axelrod's Atlas Süsswasser-Aquarienfische. 5. Auflage. Bede-Verlag, Kollnburg 1990.
- Herbert R. Axelrod, Leonard P. Schultz: Handbook of Tropical Aquarium Fishes. Second print. McGraw-Hill, New York u. a. 1955.
- Warren E. Burgess, Herbert R. Axelrod, Raymond E. Hunziker: Dr. Burgess's Atlas der Meerwasser-Aquarium-Fische. Bede-Verlag, Kollnburg 1993.